# Transavantguarda
La transavantguarda és un moviment artístic de finals dels anys 70 del segle xx que va sorgir a Itàlia com a reacció al minimalisme. Front a l'anonimat d'aquest, s'interessava per la individualitat. Cercava restablir les prioritats tradicionals, com per exemple la figuració en color i la pintura expressiva. Hi destaquen Francesco Clemente, Sandro Chia i Mimmo Paladino.

## Vanguardia italiana
Aquest moviment, que continua avui, va ser creat per un grup d’artistes que van decidir reaccionar davant dels qui van proclamar el final de la pintura i la glòria de l'art conceptual i minimalista. El grapat d'artistes que es dediquen a aquesta causa defensa una " tornar a les formes tradicionals de pintura i a la imatge impresa ".
A principis dels anys vuitanta, el crític d'art italià Achille Bonito Oliva va reunir aquests pocs artistes al voltant del terme Transavanguardia (Trans-avantguarda que també es deia Nova imatge) en un article per a la revista Flash art, que va escriure. va introduir la Biennal de París en la qual va participar activament.
Aquest nou corrent artístic s’acosta finalment al que s’anomena neoexpressionisme que afecta Alemanya i els Estats Units.

### El seu estat d’ànim
Els artistes de les avantguardes trans treballen al voltant d’una expressió individual. No reclamen referències a cap notícia, tothom té les seves referències artístiques i en treu part de la seva inspiració. Reclamen el dret a la subjectivitat de l’artista i a l'expressió dels seus propis sentiments, així com una pintura lliure, figurativa o imaginària.

### Els seus temes
Les obres d’aquest moviment desenvolupen un univers particular desvinculat de qualsevol noció temporal. La barreja d’influències i cites fa que les seves obres siguin complexes. Els artistes representen figures poètiques, grotesques i mítiques. Pinten retrats realistes, imaginaris o al·legòrics, representacions mitològiques, religioses i narratives.

## Els principals artistes
- Luciana Figueiredo
- Enzo Cucchi
- Sandro Chia
- Francesco Clemente
- Mimmo Paladino
- Marco bagnoli
- Nicola De Maria
- Marco del re
- Remo Salvadori
- Ferdinand Kulmer